# 壹志濃王
壹志濃王（日语：／ Ichishinoō，733年—805年12月6日）是日本奈良時代後期至平安時代初期的王，父親是天智天皇之孫湯原王。官位為正三位大納言，贈從二位。

## 經歷
天平神護2年（766年），壹志濃王升至從五位下。光仁天皇即位後，壹志濃王作為其侄子而受到重用，每逢祭典均由他擔任使者。寶龜2年11月（772年1月），他升至從四位下，並且在寶龜9年（778年）、寶龜10年（779年）和寶龜11年（780年）先後出任縫殿頭、右大舍人頭和左大舍人頭。
壹志濃王與堂弟桓武天皇是酒友，及至天應元年（781年）桓武天皇即位後，壹志濃王升至從四位上，並且在天應2年（782年）獲任命為治部卿。延曆5年（786年），他升至正四位下，並且在延曆6年（787年）升任為參議，位列公卿。延曆12年（793年），他負責向賀茂神社和伊勢神宮交代遷都平安京的事宜，並且在同年升至從三位。延曆13年（794年），他升任中納言，並且在延曆17年（798年）再升任為正三位大納言兼彈正尹，在一眾太政官中地位上僅次於堂弟右大臣神王。延曆24年11月12日（805年12月6日），壹志濃王死去，享年73歲。最終官位是大納言正三位兼彈正尹。桓武天皇對於壹志濃王死去非常傷心，決定追贈其從二位。

## 人物
壹志濃王為人豪爽，不拘小節，與桓武天皇把酒言歡的同時，也會細說往事，桓武天皇對此亦感到心滿意足。

## 子孫
延曆24年（805年），有些史料記載壹志濃王之子田邊王和高槻王被臣籍降下，賜姓為美海真人。

## 官歷
無標記的是按《六國史》記載。
- 天平神護3年（767年） 正月18日：從五位下
- 寶龜2年（771年） 11月25日：從四位下
- 寶龜9年（778年） 8月20日：縫殿頭
- 寶龜10年（779年） 9月：右大舍人頭[6]
- 寶龜11年（780年） 9月：左大舍人頭[6]
- 天應元年（781年） 4月15日：從四位上
- 天應2年（782年） 
  - 閏正月17日：左大舍人頭兼讚岐守
  - 2月14日：治部卿
- 延曆5年（786年） 
  - 正月7日：正四位下
  - 9月29日：山城國班田使長官
- 延曆6年（787年） 8月16日：參議
- 延曆12年（793年） 
  - 正月26日：參議兼越前守[6]
  - 6月：從三位[6]
- 延曆13年（794年） 10月27日：中納言[6]
- 延曆17年（798年） 
  - 7月5日：中納言兼彈正尹[6]
  - 8月16日：正三位大納言[6]
- 延曆24年（805年） 11月12日：贈從二位